# فهرست روستاهای شهرستان بردسکن

موقعیت شهرستان بردسکن در استان

شهرستان بردسکن از شهرستان‌های جنوب‌غربی استان خراسان رضوی می‌باشد. مرکز این شهرستان شهر بردسکن است. در سال ۱۳۹۵، این شهرستان تعداد ۷۵٬۶۳۱ نفر جمعیت در ۲۳٬۷۳۲ خانوار داشته است. این شهرستان در سال ۱۳۷۴ از شهرستان کاشمر جدا و مستقل شده است.

## فهرست روستاها
| ردیف           | نام روستا           | نگاره          | جمعیت سال ۱۳۸۵         | مختصات                                                              |
| بخش مرکزی      | بخش مرکزی           | بخش مرکزی      | بخش مرکزی              | بخش مرکزی                                                           |
| دهستان کنارشهر | دهستان کنارشهر      | دهستان کنارشهر | دهستان کنارشهر         | دهستان کنارشهر                                                      |
| -------------- | ------------------- | -------------- | ---------------------- | ------------------------------------------------------------------- |
| ۱              | آب‌نو                | بارگذاری تصویر | ۴۹۸ نفر (۱۵۹ خانوار)   | ۳۵°۱۷′۲۱″ شمالی ۵۸°۵′۵۲″ شرقی / ۳۵٫۲۸۹۱۷°شمالی ۵۸٫۰۹۷۷۸°شرقی        |
| ۲              | سعادت‌آباد           | بارگذاری تصویر | زیر سه خانوار          |                                                                     |
| ۳              | سیف‌آباد             | بارگذاری تصویر | ۸۸۴ نفر (۲۳۰ خانوار)   | ۳۵°۱۱′۱۲″ شمالی ۵۷°۵۹′۰″ شرقی / ۳۵٫۱۸۶۶۷°شمالی ۵۷٫۹۸۳۳۳°شرقی        |
| ۴              | شفیع‌آباد            |                | ۲۰۳۵ نفر (۵۹۷ خانوار)  | ۳۵°۱۴′۵۱″ شمالی ۵۸°۲′۵۸″ شرقی / ۳۵٫۲۴۷۵۰°شمالی ۵۸٫۰۴۹۴۴°شرقی        |
| ۵              | علی‌آباد             | بارگذاری تصویر | ۱۴۰ نفر (۴۵ خانوار)    | ۳۵°۱۷′۱۱″ شمالی ۵۸°۵′۴۲″ شرقی / ۳۵٫۲۸۶۳۹°شمالی ۵۸٫۰۹۵۰۰°شرقی        |
| ۶              | علی‌آباد کشمر        |                | ۶۳۳ نفر (۱۹۱ خانوار)   | ۳۵°۱۷′۳۵″ شمالی ۵۸°۶′۱۲″ شرقی / ۳۵٫۲۹۳۰۶°شمالی ۵۸٫۱۰۳۳۳°شرقی        |
| ۷              | کلاته نو            |                | ۸۲۱ نفر (۲۳۶ خانوار)   | ۳۵°۱۱′۳۹″ شمالی ۵۷°۵۷′۲۹″ شرقی / ۳۵٫۱۹۴۱۷°شمالی ۵۷٫۹۵۸۰۶°شرقی       |
| ۸              | هادی‌آباد            | بارگذاری تصویر | زیر سه خانوار          | ۳۵°۱۶′۲۳″ شمالی ۵۸°۴′۱۰″ شرقی / ۳۵٫۲۷۳۰۶°شمالی ۵۸٫۰۶۹۴۴°شرقی        |
| دهستان کوهپایه |                     |                |                        |                                                                     |
| ۹              | آق‌مهدی              | بارگذاری تصویر | ۱۲۴ نفر (۳۱ خانوار)    | ۳۵°۳۳′۰″ شمالی ۵۷°۵۰′۲۰″ شرقی / ۳۵٫۵۵۰۰۰°شمالی ۵۷٫۸۳۸۸۹°شرقی        |
| ۱۰             | آهوبم               | بارگذاری تصویر | ۱۳۳ نفر (۵۱ خانوار)    | ۳۵°۲۲′۳۳″ شمالی ۵۸°۲′۱۱″ شرقی / ۳۵٫۳۷۵۸۳°شمالی ۵۸٫۰۳۶۳۹°شرقی        |
| ۱۱             | بیجورد              | بارگذاری تصویر | ۴۵۵ نفر (۱۴۴ خانوار)   | ۳۵°۲۷′۲۲″ شمالی ۵۸°۱′۵۳″ شرقی / ۳۵٫۴۵۶۱۱°شمالی ۵۸٫۰۳۱۳۹°شرقی        |
| ۱۲             | خانقاه              | بارگذاری تصویر | ۲۵۹ نفر (۷۸ خانوار)    | ۳۵°۲۴′۲۷″ شمالی ۵۸°۵′۱″ شرقی / ۳۵٫۴۰۷۵۰°شمالی ۵۸٫۰۸۳۶۱°شرقی         |
| ۱۳             | خمی                 |                | ۲۴۱ نفر (۹۱ خانوار)    | ۳۵°۲۱′۲۲″ شمالی ۵۷°۵۴′۲۵″ شرقی / ۳۵٫۳۵۶۱۱°شمالی ۵۷٫۹۰۶۹۴°شرقی       |
| ۱۴             | خور                 |                | ۶۷۹ نفر (۲۰۷ خانوار)   | ۳۵°۲۷′۴۶″ شمالی ۵۸°۳′۲۶″ شرقی / ۳۵٫۴۶۲۷۸°شمالی ۵۸٫۰۵۷۲۲°شرقی        |
| ۱۵             | خوشاب               | بارگذاری تصویر | ۲۰۴ نفر (۶۵ خانوار)    | ۳۵°۲۵′۵۰″ شمالی ۵۸°۱۰′۳۲″ شرقی / ۳۵٫۴۳۰۵۶°شمالی ۵۸٫۱۷۵۵۶°شرقی       |
| ۱۶             | روشن‌آباد            | بارگذاری تصویر | -                      | ۳۵°۲۱′۳۴″ شمالی ۵۷°۵۶′۳۷″ شرقی / ۳۵٫۳۵۹۴۴°شمالی ۵۷٫۹۴۳۶۱°شرقی       |
| ۱۷             | زروقت               | بارگذاری تصویر | ۱۵۹ نفر (۵۳ خانوار)    | ۳۵°۲۹′۱۴″ شمالی ۵۸°۷′۲۶″ شرقی / ۳۵٫۴۸۷۲۲°شمالی ۵۸٫۱۲۳۸۹°شرقی        |
| ۱۸             | سربرج               | بارگذاری تصویر | ۱۲۲ نفر (۴۴ خانوار)    | ۳۵°۲۳′۳۶″ شمالی ۵۷°۵۶′۳۹″ شرقی / ۳۵٫۳۹۳۳۳°شمالی ۵۷٫۹۴۴۱۷°شرقی       |
| ۱۹             | سنگ‌پیر              |                | ۲۴۷ نفر (۶۷ خانوار)    | ۳۵°۳۰′۵۲″ شمالی ۵۸°۹′۵″ شرقی / ۳۵٫۵۱۴۴۴°شمالی ۵۸٫۱۵۱۳۹°شرقی         |
| ۲۰             | سیر                 |                | ۴۴۱ نفر (۲۰۱ خانوار)   | ۳۵°۲۳′۲۹″ شمالی ۵۸°۴′۲۲″ شرقی / ۳۵٫۳۹۱۳۹°شمالی ۵۸٫۰۷۲۷۸°شرقی        |
| ۲۱             | شمس‌آباد             | بارگذاری تصویر | ۲۴۱ نفر (۸۰ خانوار)    | ۳۵°۲۶′۷″ شمالی ۵۸°۶′۳۰″ شرقی / ۳۵٫۴۳۵۲۸°شمالی ۵۸٫۱۰۸۳۳°شرقی         |
| ۲۲             | کاسف                | بارگذاری تصویر | ۹۶۲ نفر (۲۳۱ خانوار)   | ۳۵°۲۵′۱۷″ شمالی ۵۷°۵۳′۳۷″ شرقی / ۳۵٫۴۲۱۳۹°شمالی ۵۷٫۸۹۳۶۱°شرقی       |
| ۲۳             | کبودان              |                | ۸۴۱ نفر (۲۹۲ خانوار)   | ۳۵°۲۲′۳۶″ شمالی ۵۷°۵۸′۳۹″ شرقی / ۳۵٫۳۷۶۶۷°شمالی ۵۷٫۹۷۷۵۰°شرقی       |
| ۲۴             | نظام‌آباد            | بارگذاری تصویر | ۲۲۲ نفر (۶۷ خانوار)    | ۳۵°۲۱′۲۹″ شمالی ۵۷°۵۸′۱۷″ شرقی / ۳۵٫۳۵۸۰۶°شمالی ۵۷٫۹۷۱۳۹°شرقی       |
| ۲۵             | هدک                 | بارگذاری تصویر | ۴۹۹ نفر (۱۷۴ خانوار)   | ۳۵°۲۷′۲۶″ شمالی ۵۷°۵۶′۲۲″ شرقی / ۳۵٫۴۵۷۲۲°شمالی ۵۷٫۹۳۹۴۴°شرقی       |
| بخش انابد      |                     |                |                        |                                                                     |
| دهستان درونه   |                     |                |                        |                                                                     |
| ۲۶             | اسماعیل‌آباد         | بارگذاری تصویر | ۱۸۵ نفر (۳۹ خانوار)    | ۳۵°۷′۲″ شمالی ۵۷°۲۰′۲۴″ شرقی / ۳۵٫۱۱۷۲۲°شمالی ۵۷٫۳۴۰۰۰°شرقی         |
| ۲۷             | باقریه              | بارگذاری تصویر | ۲۲۶ نفر (۵۷ خانوار)    | ۳۵°۱۲′۲۹″ شمالی ۵۷°۳۶′۳۸″ شرقی / ۳۵٫۲۰۸۰۶°شمالی ۵۷٫۶۱۰۵۶°شرقی       |
| ۲۸             | بالاجو              | بارگذاری تصویر | ۲۲ نفر (۴ خانوار)      | ۳۵°۱۸′۲۷″ شمالی ۵۷°۳۲′۵۸″ شرقی / ۳۵٫۳۰۷۵۰°شمالی ۵۷٫۵۴۹۴۴°شرقی       |
| ۲۹             | چاه مجینگ           | بارگذاری تصویر | ۱۲۸ نفر (۳۲ خانوار)    | ۳۵°۱۳′۵۱″ شمالی ۵۷°۳۶′۳۳″ شرقی / ۳۵٫۲۳۰۸۳°شمالی ۵۷٫۶۰۹۱۷°شرقی       |
| ۳۰             | چاه تلخ ملا محمد    | بارگذاری تصویر | زیر سه خانوار          | ۳۵°۲۸′۲۸″ شمالی ۵۷°۱۸′۲۴″ شرقی / ۳۵٫۴۷۴۴۴°شمالی ۵۷٫۳۰۶۶۷°شرقی       |
| ۳۱             | چشمه سفید           | بارگذاری تصویر | -                      | ۳۵°۲۵′۲″ شمالی ۵۷°۲۹′۳۷″ شرقی / ۳۵٫۴۱۷۲۲°شمالی ۵۷٫۴۹۳۶۱°شرقی        |
| ۳۲             | چشمه حاج سلیمان     |                | ۱۸۶ نفر (۴۳ خانوار)    | ۳۵°۱۸′۴۵″ شمالی ۵۷°۳۷′۵۸″ شرقی / ۳۵٫۳۱۲۵۰°شمالی ۵۷٫۶۳۲۷۸°شرقی       |
| ۳۳             | چشمه معدن سیاه      | بارگذاری تصویر | ۴۲ نفر (۸ خانوار)      | ۳۵°۲۶′۸″ شمالی ۵۷°۲۸′۱۵″ شرقی / ۳۵٫۴۳۵۵۶°شمالی ۵۷٫۴۷۰۸۳°شرقی        |
| ۳۴             | چشمه نی             | بارگذاری تصویر | ۵۱ نفر (۱۲ خانوار)     | ۳۵°۲۴′۵۲″ شمالی ۵۷°۲۳′۸″ شرقی / ۳۵٫۴۱۴۴۴°شمالی ۵۷٫۳۸۵۵۶°شرقی        |
| ۳۵             | چشمه هادی           | بارگذاری تصویر | ۱۲۳ نفر (۲۴ خانوار)    | ۳۵°۲۵′۵۴″ شمالی ۵۷°۳۸′۳۱″ شرقی / ۳۵٫۴۳۱۶۷°شمالی ۵۷٫۶۴۱۹۴°شرقی       |
| ۳۶             | حسین‌آباد مهلار سفلی | بارگذاری تصویر | ۱۲۰ نفر (۲۷ خانوار)    | ۳۵°۱۱′۱۹″ شمالی ۵۷°۳۰′۳۰″ شرقی / ۳۵٫۱۸۸۶۱°شمالی ۵۷٫۵۰۸۳۳°شرقی       |
| ۳۷             | حسین‌آباد مهلار علیا | بارگذاری تصویر | ۱۲۱ نفر (۲۸ خانوار)    | ۳۵°۱۱′۲۸″ شمالی ۵۷°۳۲′۲۵″ شرقی / ۳۵٫۱۹۱۱۱°شمالی ۵۷٫۵۴۰۲۸°شرقی       |
| ۳۸             | درونه               |                | ۱٬۵۶۹ نفر (۳۹۳ خانوار) | ۳۵°۱۰′۳۷″ شمالی ۵۷°۲۴′۵۵″ شرقی / ۳۵٫۱۷۶۹۴°شمالی ۵۷٫۴۱۵۲۸°شرقی       |
| ۳۹             | دهن قلعه            |                | ۱۶ نفر (۴ خانوار)      | ۳۵°۱۸′۵۷″ شمالی ۵۷°۳۸′۳۴″ شرقی / ۳۵٫۳۱۵۸۳°شمالی ۵۷٫۶۴۲۷۸°شرقی       |
| ۴۰             | رسن                 | بارگذاری تصویر | ۱۴۷ نفر (۳۵ خانوار)    | ۳۵°۹′۳۶″ شمالی ۵۷°۱۴′۳۷″ شرقی / ۳۵٫۱۶۰۰۰°شمالی ۵۷٫۲۴۳۶۱°شرقی        |
| ۴۱             | ریزآب               | بارگذاری تصویر | زیر سه خانوار          | ۳۵°۲۳′۵″ شمالی ۵۷°۲۵′۴۹″ شرقی / ۳۵٫۳۸۴۷۲°شمالی ۵۷٫۴۳۰۲۸°شرقی        |
| ۴۲             | سرنخواب سفلی        | بارگذاری تصویر | ۵۱ نفر (۱۲ خانوار)     | ۳۵°۱۵′۱۳″ شمالی ۵۷°۳۲′۴۶″ شرقی / ۳۵٫۲۵۳۶۱°شمالی ۵۷٫۵۴۶۱۱°شرقی       |
| ۴۳             | سنگ‌سفید             | بارگذاری تصویر | زیر سه خانوار          | ۳۵°۱۴′۱۵″ شمالی ۵۷°۳۸′۲″ شرقی / ۳۵٫۲۳۷۵۰°شمالی ۵۷٫۶۳۳۸۹°شرقی        |
| ۴۴             | سیناب               | بارگذاری تصویر | ۴۰ نفر (۹ خانوار)      | ۳۵°۲۶′۵۹″ شمالی ۵۷°۲۳′۲۸″ شرقی / ۳۵٫۴۴۹۷۲°شمالی ۵۷٫۳۹۱۱۱°شرقی       |
| ۴۵             | شلاقه               | بارگذاری تصویر | ۴۰ نفر (۹ خانوار)      | ۳۵°۱۹′۱۲″ شمالی ۵۷°۳۴′۳۷″ شرقی / ۳۵٫۳۲۰۰۰°شمالی ۵۷٫۵۷۶۹۴°شرقی       |
| ۴۶             | صالحیه              | بارگذاری تصویر | ۱۶۷ نفر (۳۸ خانوار)    | ۳۵°۸′۲۱″ شمالی ۵۷°۲۳′۱۲″ شرقی / ۳۵٫۱۳۹۱۷°شمالی ۵۷٫۳۸۶۶۷°شرقی        |
| ۴۷             | علی پلنگ            | بارگذاری تصویر | ۲۴ نفر (۶ خانوار)      | ۳۵°۱۸′۴۸″ شمالی ۵۷°۳۳′۴۵″ شرقی / ۳۵٫۳۱۳۳۳°شمالی ۵۷٫۵۶۲۵۰°شرقی       |
| ۴۸             | قاسم‌آباد            | بارگذاری تصویر | ۳۵ نفر (۸ خانوار)      | ۳۵°۱۹′۴۱″ شمالی ۵۷°۳۵′۱۹″ شرقی / ۳۵٫۳۲۸۰۶°شمالی ۵۷٫۵۸۸۶۱°شرقی       |
| ۴۹             | کلاته برق علیا      | بارگذاری تصویر | ۱۵۳ نفر (۳۷ خانوار)    | ۳۵°۱۲′۵۳٫۳″ شمالی ۵۷°۲۰′۲۵٫۱″ شرقی / ۳۵٫۲۱۴۸۰۶°شمالی ۵۷٫۳۴۰۳۰۶°شرقی |
| ۵۰             | کلاته گزبلکی        | بارگذاری تصویر | ۴۳ نفر (۸ خانوار)      | ۳۵°۳۱′۲۳″ شمالی ۵۷°۲۸′۵۶″ شرقی / ۳۵٫۵۲۳۰۶°شمالی ۵۷٫۴۸۲۲۲°شرقی       |
| ۵۱             | کلاته نجف           | بارگذاری تصویر | ۳۱ نفر (۸ خانوار)      | ۳۵°۱۹′۵۰″ شمالی ۵۷°۳۶′۲۵″ شرقی / ۳۵٫۳۳۰۵۶°شمالی ۵۷٫۶۰۶۹۴°شرقی       |
| ۵۲             | محمدآباد            | بارگذاری تصویر | -                      | ۳۵°۱۷′۸″ شمالی ۵۷°۲۸′۶″ شرقی / ۳۵٫۲۸۵۵۶°شمالی ۵۷٫۴۶۸۳۳°شرقی         |
| ۵۳             | محمد زوراب          | بارگذاری تصویر | ۱۲۲ نفر (۲۷ خانوار)    | ۳۵°۲۸′۱۵″ شمالی ۵۷°۲۹′۵۳″ شرقی / ۳۵٫۴۷۰۸۳°شمالی ۵۷٫۴۹۸۰۶°شرقی       |
| دهستان صحرا    |                     |                |                        |                                                                     |
| ۵۴             | ابراهیم‌آباد         | بارگذاری تصویر | ۹۴۸ نفر (۲۳۷ خانوار)   | ۳۵°۱۵′۸″ شمالی ۵۷°۵۴′۵۹″ شرقی / ۳۵٫۲۵۲۲۲°شمالی ۵۷٫۹۱۶۳۹°شرقی        |
| ۵۵             | اسلام‌آباد           | بارگذاری تصویر | ۱٬۰۹۹ نفر (۲۸۴ خانوار) | ۳۵°۱۰′۵۴″ شمالی ۵۷°۵۱′۵″ شرقی / ۳۵٫۱۸۱۶۷°شمالی ۵۷٫۸۵۱۳۹°شرقی        |
| ۵۶             | انصاریه             |                | ۱۷ نفر (۵ خانوار)      | ۳۵°۱۰′۲۲″ شمالی ۵۷°۳۷′۵۹″ شرقی / ۳۵٫۱۷۲۷۸°شمالی ۵۷٫۶۳۳۰۶°شرقی       |
| ۵۷             | باب‌الحکم            |                | ۹۵۷ نفر (۲۶۷ خانوار)   | ۳۵°۱۴′۱۴″ شمالی ۵۷°۵۲′۴۸″ شرقی / ۳۵٫۲۳۷۲۲°شمالی ۵۷٫۸۸۰۰۰°شرقی       |
| ۵۸             | برجک                | بارگذاری تصویر | ۳۴۰ نفر (۱۱۸ خانوار)   | ۳۵°۱۹′۵۳″ شمالی ۵۷°۵۲′۱۴″ شرقی / ۳۵٫۳۳۱۳۹°شمالی ۵۷٫۸۷۰۵۶°شرقی       |
| ۵۹             | برناباد             | بارگذاری تصویر | ۹۳ نفر (۲۸ خانوار)     | ۳۵°۲۳′۲″ شمالی ۵۷°۵۰′۴۲″ شرقی / ۳۵٫۳۸۳۸۹°شمالی ۵۷٫۸۴۵۰۰°شرقی        |
| ۶۰             | بهارآباد            | بارگذاری تصویر | زیر سه خانوار          | ۳۵°۱۴′۱۱″ شمالی ۵۷°۴۰′۳″ شرقی / ۳۵٫۲۳۶۳۹°شمالی ۵۷٫۶۶۷۵۰°شرقی        |
| ۶۱             | جلال‌آباد            | بارگذاری تصویر | زیر سه خانوار          | ۳۵°۲۴′۲۵″ شمالی ۵۷°۴۹′۴۰″ شرقی / ۳۵٫۴۰۶۹۴°شمالی ۵۷٫۸۲۷۷۸°شرقی       |
| ۶۲             | جوادیه              | بارگذاری تصویر | -                      | ۳۵°۸′۲۰″ شمالی ۵۷°۳۸′۱۷″ شرقی / ۳۵٫۱۳۸۸۹°شمالی ۵۷٫۶۳۸۰۶°شرقی        |
| ۶۳             | چاه دشت محمدخان ۵   | بارگذاری تصویر | -                      |                                                                     |
| ۶۴             | چاه دشت محمدخان ۷   | بارگذاری تصویر | ۱۷ نفر (۵ خانوار)      |                                                                     |
| ۶۵             | چاه دشت محمدخان ۸   | بارگذاری تصویر | -                      |                                                                     |
| ۶۶             | چاه دشت محمدخان ۹   | بارگذاری تصویر | ۳۱ نفر (۴ خانوار)      |                                                                     |
| ۶۷             | چاه دشت محمدخان ۱۱  | بارگذاری تصویر | -                      |                                                                     |
| ۶۸             | چاه دشت محمدخان ۱۲  | بارگذاری تصویر | -                      |                                                                     |
| ۶۹             | چاه دشت محمدخان ۱۳  | بارگذاری تصویر | -                      |                                                                     |
| ۷۰             | چاه سلطان           | بارگذاری تصویر | ۱۳۴ نفر (۳۳ خانوار)    |                                                                     |
| ۷۱             | چاه محمدامین        | بارگذاری تصویر | ۸۶ نفر (۲۲ خانوار)     | ۳۵°۸′۲۶″ شمالی ۵۷°۴۱′۱۳″ شرقی / ۳۵٫۱۴۰۵۶°شمالی ۵۷٫۶۸۶۹۴°شرقی        |
| ۷۲             | چشمه چهل            | بارگذاری تصویر | زیر سه خانوار          | ۳۵°۲۳′۵۰″ شمالی ۵۷°۴۲′۳۳″ شرقی / ۳۵٫۳۹۷۲۲°شمالی ۵۷٫۷۰۹۱۷°شرقی       |
| ۷۳             | حطیطه               | بارگذاری تصویر | ۹۳۰ نفر (۲۲۵ خانوار)   | ۳۵°۱۱′۱۹″ شمالی ۵۷°۵۲′۴۹″ شرقی / ۳۵٫۱۸۸۶۱°شمالی ۵۷٫۸۸۰۲۸°شرقی       |
| ۷۴             | خنجری               | بارگذاری تصویر | ۱۰۴ نفر (۲۹ خانوار)    | ۳۵°۲۵′۱۸″ شمالی ۵۷°۴۵′۴۱″ شرقی / ۳۵٫۴۲۱۶۷°شمالی ۵۷٫۷۶۱۳۹°شرقی       |
| ۷۵             | دوغ‌آباد             | بارگذاری تصویر | زیر سه خانوار          | ۳۵°۲۲′۱۳″ شمالی ۵۷°۴۱′۵۵″ شرقی / ۳۵٫۳۷۰۲۸°شمالی ۵۷٫۶۹۸۶۱°شرقی       |
| ۷۶             | زمان‌آباد            | بارگذاری تصویر | ۴۶۳ نفر (۱۱۵ خانوار)   | ۳۵°۱۰′۵۳″ شمالی ۵۷°۴۹′۱۶″ شرقی / ۳۵٫۱۸۱۳۹°شمالی ۵۷٫۸۲۱۱۱°شرقی       |
| ۷۷             | سیاه‌آب              | بارگذاری تصویر | زیر سه خانوار          |                                                                     |
| ۷۸             | شریعت‌آباد           | بارگذاری تصویر | ۸۲ نفر (۱۶ خانوار)     | ۳۵°۱۲′۴″ شمالی ۵۷°۴۷′۲۲″ شرقی / ۳۵٫۲۰۱۱۱°شمالی ۵۷٫۷۸۹۴۴°شرقی        |
| ۷۹             | شریف‌آباد            | بارگذاری تصویر | ۴۷ نفر (۱۰ خانوار)     | ۳۵°۲۰′۲۴″ شمالی ۵۷°۴۰′۱۲″ شرقی / ۳۵٫۳۴۰۰۰°شمالی ۵۷٫۶۷۰۰۰°شرقی       |
| ۸۰             | صادقیه              | بارگذاری تصویر | ۳۰ نفر (۵ خانوار)      | ۳۵°۸′۵۴″ شمالی ۵۷°۳۸′۲۴″ شرقی / ۳۵٫۱۴۸۳۳°شمالی ۵۷٫۶۴۰۰۰°شرقی        |
| ۸۱             | علی بیگ             | بارگذاری تصویر | ۱۴۹ نفر (۳۷ خانوار)    | ۳۵°۱۷′۵۹″ شمالی ۵۷°۴۵′۳۲″ شرقی / ۳۵٫۲۹۹۷۲°شمالی ۵۷٫۷۵۸۸۹°شرقی       |
| ۸۲             | فاطمیه              | بارگذاری تصویر | ۱۲۶ نفر (۴۱ خانوار)    | ۳۵°۹′۵۹″ شمالی ۵۷°۳۸′۲۵″ شرقی / ۳۵٫۱۶۶۳۹°شمالی ۵۷٫۶۴۰۲۸°شرقی        |
| ۸۳             | فتح‌آباد             | بارگذاری تصویر | ۲۴ نفر (۱۱ خانوار)     | ۳۵°۲۵′۴۳″ شمالی ۵۷°۴۶′۴″ شرقی / ۳۵٫۴۲۸۶۱°شمالی ۵۷٫۷۶۷۷۸°شرقی        |
| ۸۴             | کلاته جمعه          | بارگذاری تصویر | ۱۵۹ نفر (۴۷ خانوار)    | ۳۵°۱۹′۴۶″ شمالی ۵۷°۴۷′۵۰″ شرقی / ۳۵٫۳۲۹۴۴°شمالی ۵۷٫۷۹۷۲۲°شرقی       |
| ۸۵             | مرندیز              |                | ۶۵۱ نفر (۱۶۲ خانوار)   | ۳۵°۱۳′۹″ شمالی ۵۷°۴۹′۵۰″ شرقی / ۳۵٫۲۱۹۱۷°شمالی ۵۷٫۸۳۰۵۶°شرقی        |
| ۸۶             | مظفرآباد            | بارگذاری تصویر | ۱٬۴۳۷ نفر (۳۵۹ خانوار) | ۳۵°۱۴′۵۴″ شمالی ۵۷°۵۰′۴۳″ شرقی / ۳۵٫۲۴۸۳۳°شمالی ۵۷٫۸۴۵۲۸°شرقی       |
| ۸۷             | ملک بابو            | بارگذاری تصویر | زیر سه خانوار          | ۳۵°۷′۵۱″ شمالی ۵۷°۴۴′۳۵″ شرقی / ۳۵٫۱۳۰۸۳°شمالی ۵۷٫۷۴۳۰۶°شرقی        |
| ۸۸             | هدف                 | بارگذاری تصویر | ۳۱ نفر (۸ خانوار)      |                                                                     |
| ۸۹             | یحیی‌آباد            | بارگذاری تصویر | ۷ نفر (۵ خانوار)       | ۳۵°۱۱′۲″ شمالی ۵۷°۴۸′۱۸″ شرقی / ۳۵٫۱۸۳۸۹°شمالی ۵۷٫۸۰۵۰۰°شرقی        |
| بخش شهرآباد    |                     |                |                        |                                                                     |
| دهستان جلگه    |                     |                |                        |                                                                     |
| ۹۰             | چراغ‌چین             | بارگذاری تصویر | ۳۸ نفر (۸ خانوار)      | ۳۵°۶′۴۸٫۲″ شمالی ۵۷°۵۸′۱۰٫۹″ شرقی / ۳۵٫۱۱۳۳۸۹°شمالی ۵۷٫۹۶۹۶۹۴°شرقی  |
| ۹۱             | رکن‌آباد             |                | ۱٬۹۶۳ نفر (۵۱۳ خانوار) | ۳۵°۸′۵۸″ شمالی ۵۸°۲′۵۸″ شرقی / ۳۵٫۱۴۹۴۴°شمالی ۵۸٫۰۴۹۴۴°شرقی         |
| ۹۲             | سلطان‌آباد           | بارگذاری تصویر | ۴۱ نفر (۸ خانوار)      | ۳۵°۵′۵۱″ شمالی ۵۸°۳′۰″ شرقی / ۳۵٫۰۹۷۵۰°شمالی ۵۸٫۰۵۰۰۰°شرقی          |
| ۹۳             | صلح‌آباد             | بارگذاری تصویر | زیر سه خانوار          |                                                                     |
| ۹۴             | ظاهرآباد            | بارگذاری تصویر | ۱٬۶۰۶ نفر (۴۰۱ خانوار) | ۳۵°۹′۴″ شمالی ۵۷°۵۹′۵۱″ شرقی / ۳۵٫۱۵۱۱۱°شمالی ۵۷٫۹۹۷۵۰°شرقی         |
| ۹۵             | عبدل‌آباد            |                | ۱۸۱ نفر (۴۹ خانوار)    | ۳۵°۵′۵۰″ شمالی ۵۷°۵۸′۳۲″ شرقی / ۳۵٫۰۹۷۲۲°شمالی ۵۷٫۹۷۵۵۶°شرقی        |
| ۹۶             | عظیم‌آباد            | بارگذاری تصویر | ۱٬۰۷۵ نفر (۲۸۷ خانوار) | ۳۵°۹′۱۹″ شمالی ۵۸°۴′۱۷″ شرقی / ۳۵٫۱۵۵۲۸°شمالی ۵۸٫۰۷۱۳۹°شرقی         |
| ۹۷             | علی‌آبادک            | بارگذاری تصویر | ۴۹۶ نفر (۱۳۰ خانوار)   | ۳۵°۱۰′۲۶″ شمالی ۵۸°۱′۳۸″ شرقی / ۳۵٫۱۷۳۸۹°شمالی ۵۸٫۰۲۷۲۲°شرقی        |
| ۹۸             | فیروزآباد           |                | ۶۶۱ نفر (۱۹۵ خانوار)   | ۳۵°۷′۴۴″ شمالی ۵۷°۵۷′۱۷″ شرقی / ۳۵٫۱۲۸۸۹°شمالی ۵۷٫۹۵۴۷۲°شرقی        |
| ۹۹             | قوژدآباد            |                | ۶۲۷ نفر (۱۷۸ خانوار)   | ۳۵°۸′۲۷″ شمالی ۵۸°۲′۵″ شرقی / ۳۵٫۱۴۰۸۳°شمالی ۵۸٫۰۳۴۷۲°شرقی          |
| ۱۰۰            | نصرآباد             | بارگذاری تصویر | ۲۲۳ نفر (۵۵ خانوار)    | ۳۵°۷′۱۴″ شمالی ۵۸°۱′۹″ شرقی / ۳۵٫۱۲۰۵۶°شمالی ۵۸٫۰۱۹۱۷°شرقی          |
| دهستان شهرآباد |                     |                |                        |                                                                     |
| ۱۰۱            | الله‌آباد            | بارگذاری تصویر | زیر سه خانوار          | ۳۵°۳′۲۸″ شمالی ۵۷°۵۱′۳۴″ شرقی / ۳۵٫۰۵۷۷۸°شمالی ۵۷٫۸۵۹۴۴°شرقی        |
| ۱۰۲            | جلال‌آباد            | بارگذاری تصویر | ۸۴۳ نفر (۲۱۴ خانوار)   | ۳۵°۶′۳۹″ شمالی ۵۷°۵۵′۱۶″ شرقی / ۳۵٫۱۱۰۸۳°شمالی ۵۷٫۹۲۱۱۱°شرقی        |
| ۱۰۳            | حسن‌آباد             |                | ۱٬۳۷۳ نفر (۳۶۰ خانوار) | ۳۵°۸′۲۹″ شمالی ۵۷°۵۲′۴۱″ شرقی / ۳۵٫۱۴۱۳۹°شمالی ۵۷٫۸۷۸۰۶°شرقی        |
| ۱۰۴            | خرم‌آباد             |                | ۶۷۶ نفر (۱۷۴ خانوار)   | ۳۵°۹′۵۹″ شمالی ۵۷°۵۶′۴″ شرقی / ۳۵٫۱۶۶۳۹°شمالی ۵۷٫۹۳۴۴۴°شرقی         |
| ۱۰۵            | رحمانیه             |                | ۱۵۰ نفر (۳۸ خانوار)    | ۳۵°۳′۳۶″ شمالی ۵۷°۵۳′۱۰″ شرقی / ۳۵٫۰۶۰۰۰°شمالی ۵۷٫۸۸۶۱۱°شرقی        |
| ۱۰۶            | زنگینه              | بارگذاری تصویر | ۸۵۹ نفر (۱۹۲ خانوار)   | ۳۵°۷′۵۶″ شمالی ۵۷°۵۴′۵۴″ شرقی / ۳۵٫۱۳۲۲۲°شمالی ۵۷٫۹۱۵۰۰°شرقی        |
| ۱۰۷            | زیرک‌آباد            |                | ۱٬۰۲۶ نفر (۲۸۱ خانوار) | ۳۵°۱۱′۳۰″ شمالی ۵۷°۵۵′۱۴″ شرقی / ۳۵٫۱۹۱۶۷°شمالی ۵۷٫۹۲۰۵۶°شرقی       |
| ۱۰۸            | غرق آب              | بارگذاری تصویر | زیر سه خانوار          | ۳۴°۵۷′۲″ شمالی ۵۷°۴۸′۵″ شرقی / ۳۴٫۹۵۰۵۶°شمالی ۵۷٫۸۰۱۳۹°شرقی         |
| ۱۰۹            | کاظم‌آباد            | بارگذاری تصویر | ۱٬۰۲۰ نفر (۲۶۳ خانوار) | ۳۵°۷′۲۶″ شمالی ۵۷°۵۳′۵۷″ شرقی / ۳۵٫۱۲۳۸۹°شمالی ۵۷٫۸۹۹۱۷°شرقی        |
| ۱۱۰            | کوشه                |                | ۱٬۷۶۸ نفر (۴۱۹ خانوار) | ۳۵°۹′۱۹″ شمالی ۵۷°۵۸′۲۴″ شرقی / ۳۵٫۱۵۵۲۸°شمالی ۵۷٫۹۷۳۳۳°شرقی        |
| ۱۱۱            | محمدآباد            | بارگذاری تصویر | ۸۸۵ نفر (۲۲۳ خانوار)   | ۳۵°۱۰′۱۸″ شمالی ۵۷°۵۷′۴۳″ شرقی / ۳۵٫۱۷۱۶۷°شمالی ۵۷٫۹۶۱۹۴°شرقی       |
| ۱۱۲            | میان‌آباد            | بارگذاری تصویر | زیر سه خانوار          | ۳۵°۶′۴۱″ شمالی ۵۷°۵۱′۵۹″ شرقی / ۳۵٫۱۱۱۳۹°شمالی ۵۷٫۸۶۶۳۹°شرقی        |